# Wald bei Wald-Amorbach

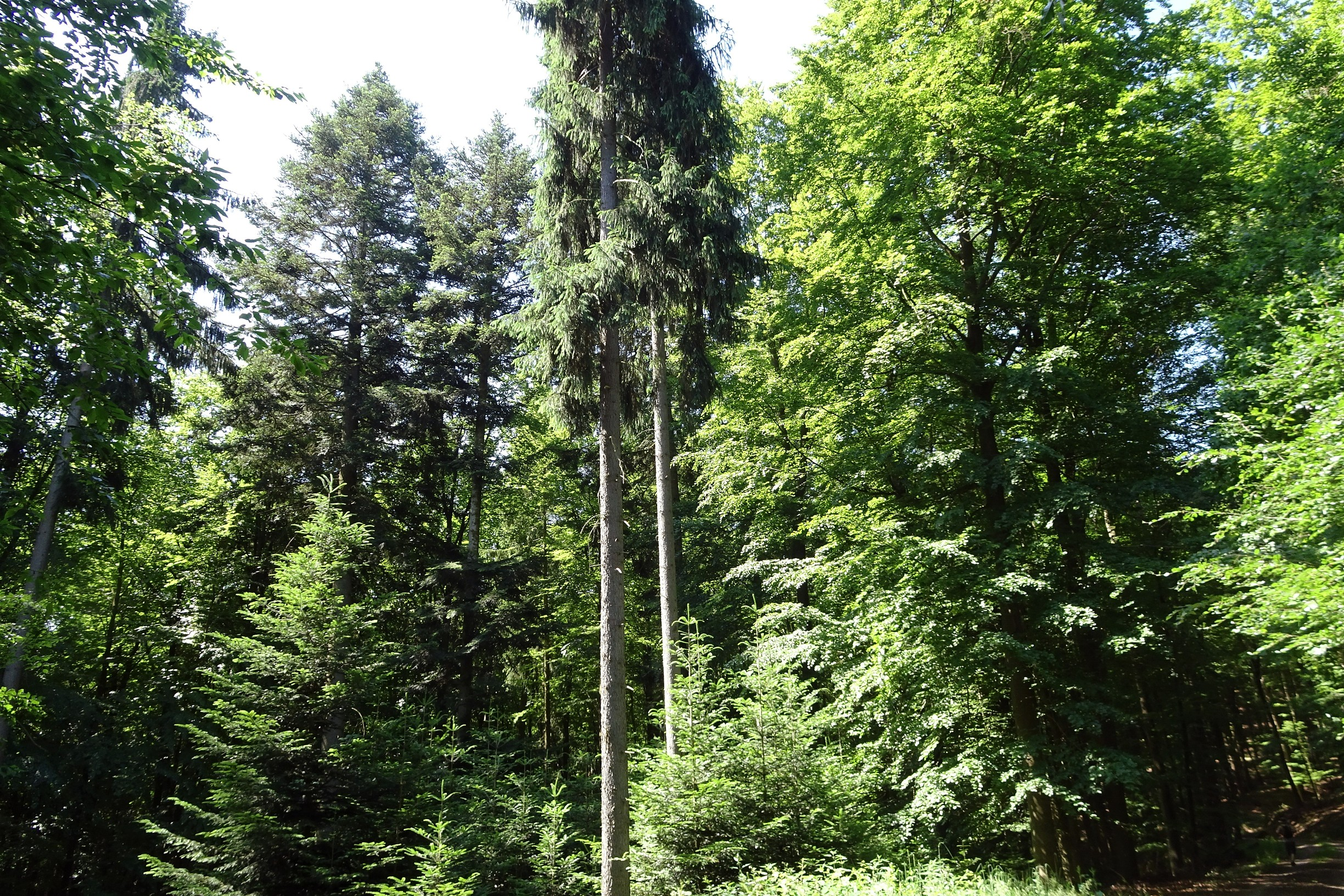
Buchen-Nadelbaum-Mischwald am Hang des Heidenkopfs (2021)

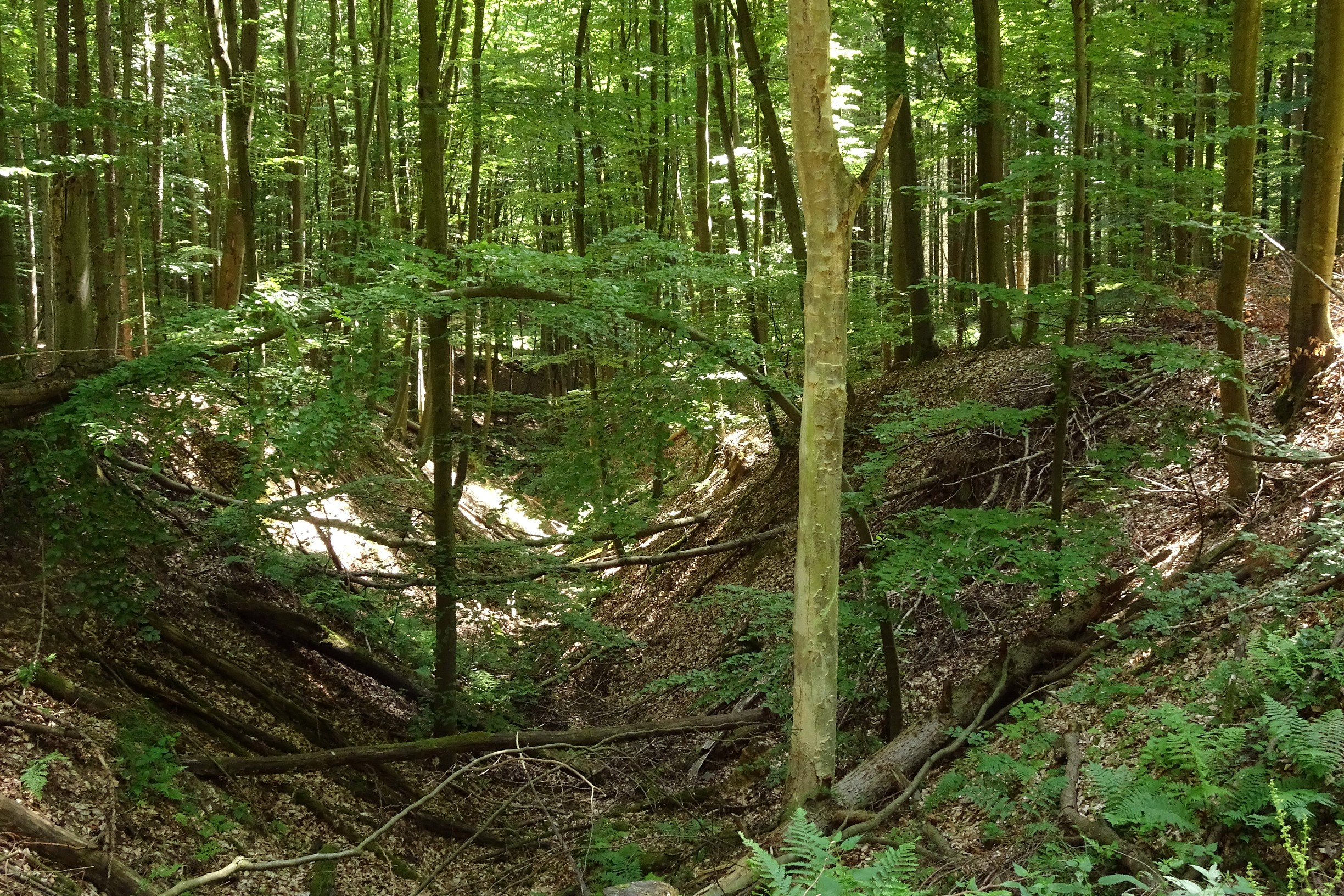
Lösstal südlich des Heidenkopfs (2021)

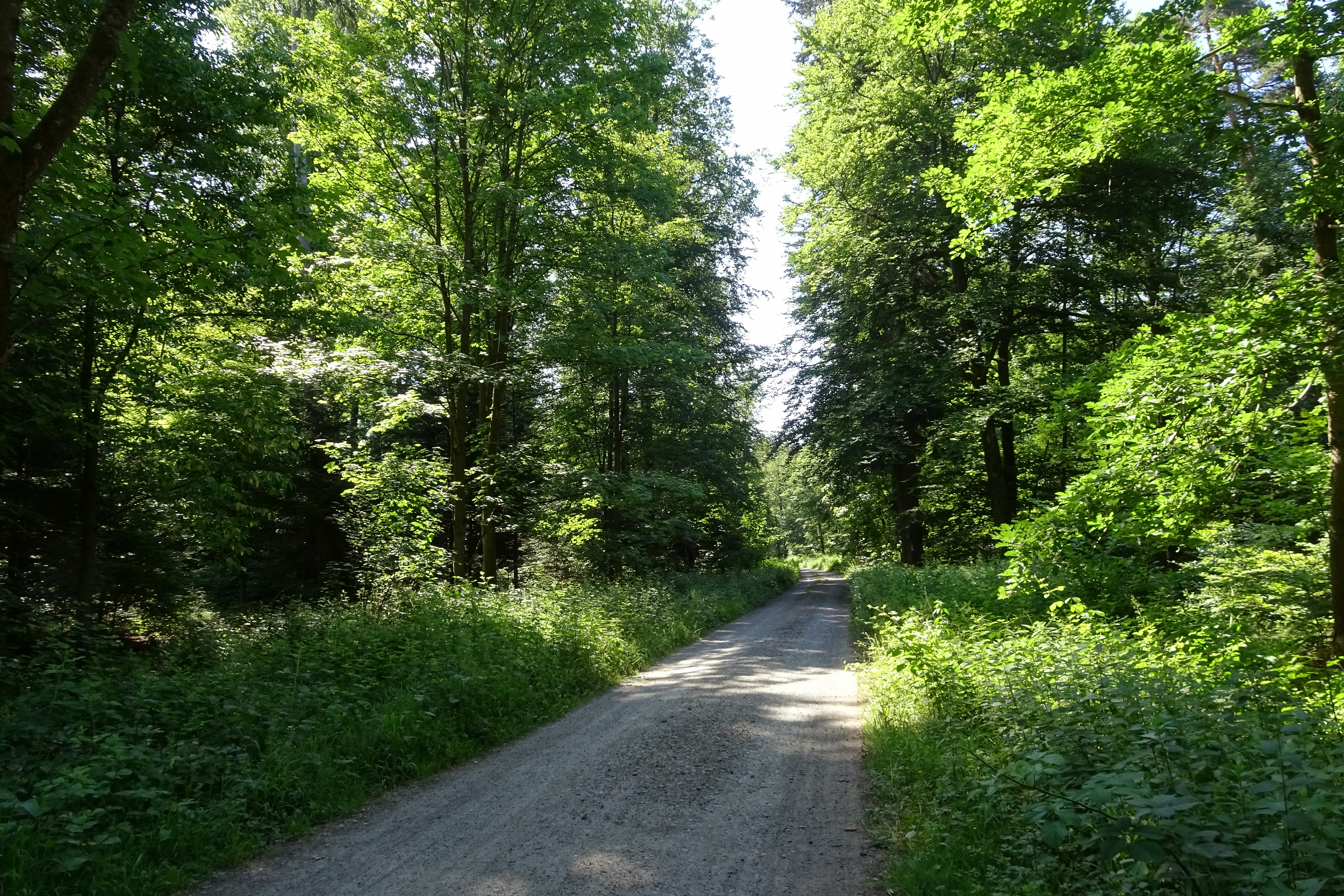
Die historische Straße Frankfurter Weg/ Höchster Weg südlich von Dorndiel (2021)

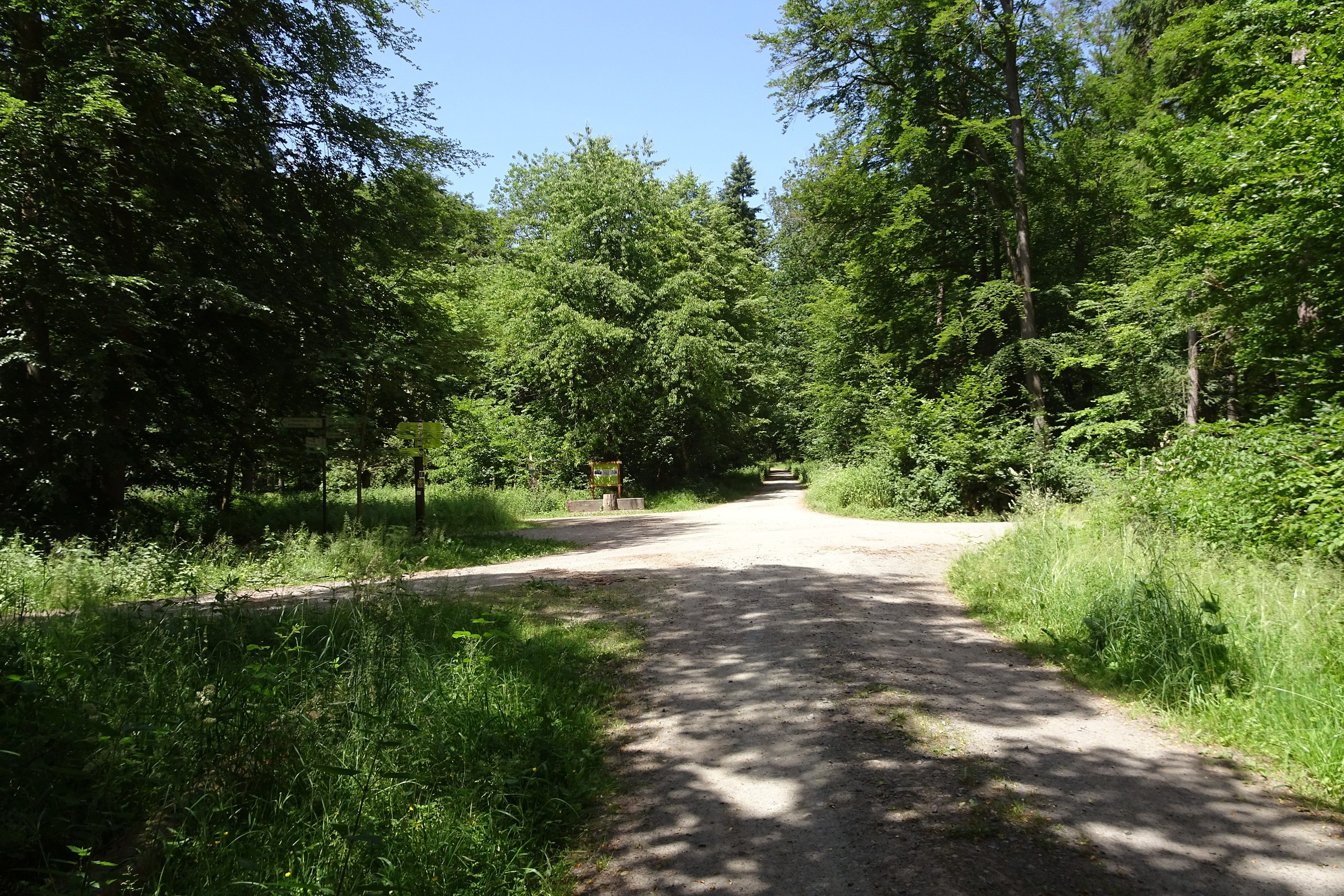
Historische Wegekreuzung des Weinwegs mit dem Frankfurter Weg (2021)

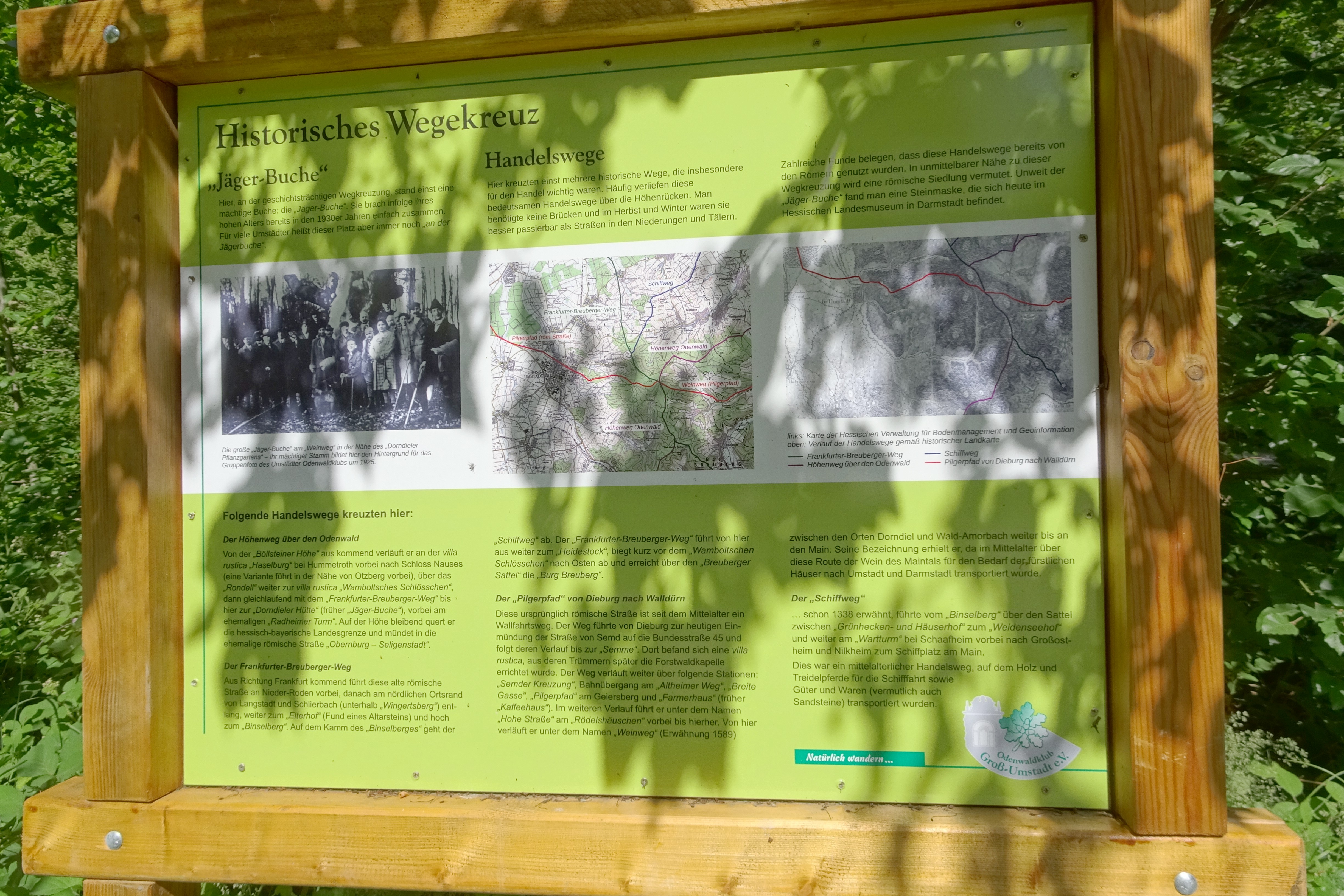
Infotafel an der historischen Wegekreuzung (2021)

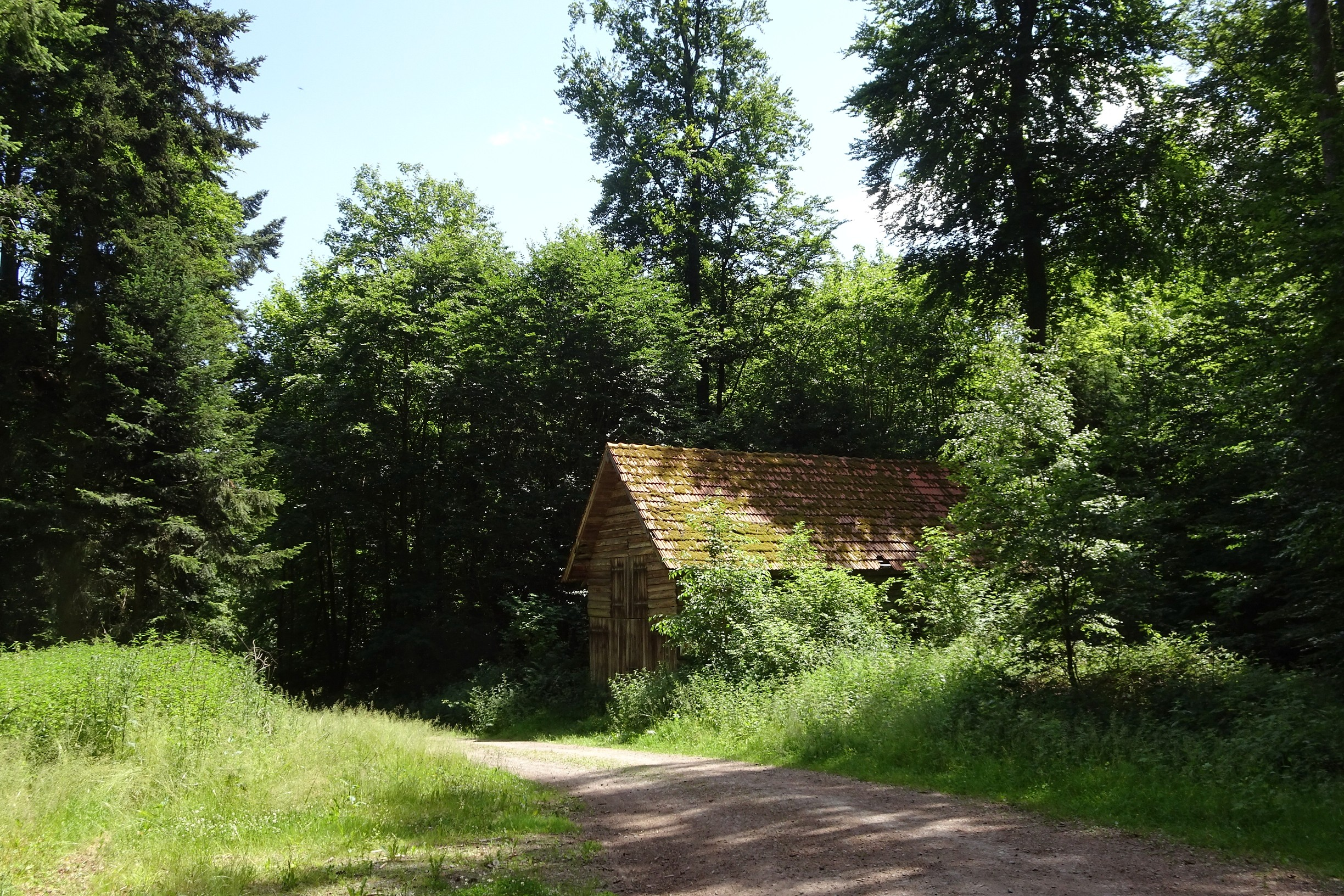
Waldhütte nördlich der Wegekreuzung (2021)

Der Wald bei Wald-Amorbach ist ein Natura 2000-Gebiet im Gebiet von Groß-Umstadt (Landkreis Darmstadt-Dieburg) und Breuberg (Odenwaldkreis) in Südhessen. Die Ausweisung als FFH-Gebiet 6120-301 erfolgte mit der Verordnung vom 16. Januar 2008. Geschützt werden Buchenwaldbestände des Odenwaldes mit hohem Altholzanteil und einer großen Strukturvielfalt.

## Lage
Das FFH-Gebiet „Wald bei Wald-Amorbach“ liegt im Naturraum Buntsandstein-Odenwald (Untereinheit 144.68 Breuberg-Odenwald). Es befindet sich in den Gemarkungen Groß-Umstadt, Dorndiel und Wald-Amorbach. Das Schutzgebiet erstreckt sich über einen in Nord-Süd-Richtung verlaufenden Höhenrücken mit einer maximalen Höhenlage von 343 Metern. Im Norden umfasst es die Bereiche „Große Zinshecke“, „Hirschberg“ und den „Heidenkopf“, mittig verschmälert es sich zu einem schmalen Streifen östlich des historischen „Frankfurter Wegs“, bis es im Süden mit dem „Kellergrund“ fast bis zum Talgrund des Heubachs auf 219 Meter hinabreicht. Die Fläche des FFH-Gebietes beträgt 273,65 Hektar.

## Geschichte
Das Gebiet ist bereits seit der Jungsteinzeit besiedelt, wie mehrere jungsteinzeitliche Hügelgräber belegen. Eine alte Römerstraße (Via Regia) führte auf dem Höhenrücken entlang, und etwas südlich des heutigen Schutzgebietes befand sich ein römischer Gutshof (Villa Rustica), dessen nach archäologischen Ausgrabungen aufgemauerten Grundmauern als „Wamboltsches Schlösschen“ erhalten sind. Spätestens zur Römerzeit fanden erste Waldrodungen statt. In den folgenden Jahrhunderten wurden wohl weitere Waldflächen gerodet. Ob das Gebiet im Mittelalter überwiegend als Wald oder als Ackerland genutzt wurde, lässt sich heute nicht mehr eindeutig feststellen.
Auch im Mittelalter war der Höhenweg, der „Frankfurter-Höchster Weg“ oder auch „Frankfurter Straße“ oder „Höchster Straße“ genannt wurde, eine wichtige Handelsstraße zwischen Frankfurt und Höchst. Südlich von Dorndiel kreuzte in West-Ost-Richtung eine weitere ehemalige römische Straße, der „Weinweg“, der auch als wichtiger Pilgerweg zwischen Dieburg und Walldürn genutzt wurde.
Im Bereich von Dorndiel verlief die Grenze zwischen dem kurpfälzisch-hessischen Cent Umstadt und dem mainzischen Cent Bachgau. Als Abgrenzung bestand zunächst ein Heckenzaun, gegen Ende des 15. Jahrhunderts wurde dort eine Landwehr, die Bachgauer Landwehr errichtet. Etwa zu dieser Zeit hat sich wohl die heutige Verteilung der Wälder mit einigen eingebetteten Feldern herausgebildet.

## Beschreibung
Das Schutzgebiet ist ein großflächiges Laubwaldgebiet mit naturnah entwickelten Waldgesellschaften. Der größte Teil sind Buchenwälder, überwiegend Hainsimsen-Buchenwald (104 Hektar) und Waldmeister-Buchenwald (63 Hektar). Kleinere Flächen werden von Buchen-Mischwald mit höheren Anteilen an Kiefern, Fichte, Douglasie, Lärche oder Eichen (Stieleiche und Traubeneiche) eingenommen. Im Nordosten wächst ein Buchen-Weißtannen-Wald mit Edellaubholz, vor allem Berg-Ahorn.
Der Wald ist strukturreich und enthält Bäume in verschiedenen Altersstufen: natürliche Verjüngungsbestände und Dickungen wechseln mit Beständen in der Optimalphase und alten Beständen mit Altholz und Totholz ab. Mosaikartig eingestreut kommen Kleinstrukturen wie Waldlichtungen, Wegsäume, kleine Waldwiesen sowie stehende und fließende Kleingewässer vor.

## Flora und Fauna
Im bodensauren Hainsimsen-Buchenwald ist die Krautschich eher spärlich entwickelt, einige typische Arten sind Weißliche Hainsimse und Wald-Segge. Im Waldmeister-Buchenwald gedeiht eine reicher ausgebildete Krautschicht, unter anderem mit Waldmeister, Wald-Flattergras,  Waldgerste und Wald-Reitgras.
Das Waldgebiet bietet einen hochwertigen und unzerschnittenen Lebensraum für bedrohte und geschützte Arten von Pflanzen, Säugetieren, Vögeln, Reptilien, Amphibien und Insekten. Nachgewiesen wurde das Vorkommen der Fledermausarten Großes Mausohr und Bechsteinfledermaus. Eine systematische Erfassung des Artenbestandes, beispielsweise von Fledermäusen, Vögeln oder Amphibien, ist bislang noch nicht durchgeführt worden (laut Gutachten von 2011).

## Erhaltungs- und Schutzziele
In dem FFH-Gebiet sollen folgende Lebensraumtypen erhalten werden:
- 9110 Hainsimsen-Buchenwald (Luzulo-Fagetum)
- 9130 Waldmeister-Buchenwald (Galio-odorati-Fagetum, früher Asperulo-Fagetum)

## Pflege und Bewirtschaftung
Ein Bewirtschaftungsplan regelt die nötigen Bewirtschaftungsweisen und Pflegemaßnahmen. Die Wälder des FFH-Gebietes – überwiegend Staatsforsten – werden nachhaltig und im Rahmen einer Zertifizierung naturnah bewirtschaftet. Das Ziel sind strukturreiche Bestände mit stehendem und liegendem Totholz, Höhlenbäumen und für den Lebensraum typischen Baumarten in verschiedenen Entwicklungsstufen und Altersphasen. Dabei sollen vor allem die Buchenwaldgesellschaften erhalten und gefördert werden.